# Humboldt-Nationalpark (Queensland)
Der Humboldt-Nationalpark (englisch Humboldt National Park) ist ein 76,6 Quadratkilometer großer Nationalpark in Queensland, Australien.

## Lage
Er liegt in der Region Fitzroy etwa 545 Kilometer nordwestlich von Brisbane und 180 Kilometer westlich von Rockhampton. Die nächstgelegene Stadt ist Blackwater. Von hier erreicht man den Park über die Blackwater Rolleston Road Richtung Süden, nach etwa 70 Kilometern verläuft die Straße auf 6 Kilometern Länge parallel zur Nationalparkgrenze. Es gibt dort keine Besuchereinrichtungen.
In der Nachbarschaft liegen die Nationalparks Blackdown Tableland, Albinia, Expedition und Palmgrove.

## Flora
Der Park schützt bis zu 450 Meter hoch gelegenen, trockenen Eukalyptuswald an der Westseite der Hügelkette Expedition Range.
Hier findet sich ein wichtiges Rückzugsgebiet der vom Aussterben bedrohten Little Pied Bats (Chalinolobus picatus) aus der Familie der Glattnasenfledermäuse.